# فنجاني عصاري
فنجاني عصاري (الاسم العلمي: Peziza succosa) هو نوع من الفطريات يتبع جنس الفنجاني من فصيلة الفنجانية.